# Giraffa
Giraffa es un género de mamíferos artiodáctilos de la familia Giraffidae. Se conocen ocho especies fósiles y una actual, la jirafa, con diversas subespecies.

## Taxonomía
El género jiraffa fue descrito en 1762 por Brisson, quien asignó como especie tipo a Cervus camelopardalis.
Especies
Está conformado por una especie viviente y varias fósiles:
- Giraffa attica †
- Giraffa camelopardalis (Linnaeus, 1758)
- Giraffa gracilis †
- Giraffa jumae †
- Giraffa priscella †
- Giraffa punjabiensis †
- Giraffa pygmaea †
- Giraffa sivalensis †
- Giraffa stillei †

Con base en estudios genéticos algunos consideran además las siguientes especies actuales:
- Giraffa giraffa (von Schreber, 1784)
- Giraffa tippelskirchi Matschie, 1898
- Giraffa reticulata de Winton, 1899

La jirafa se considera vulnerable según la UICN: había ciento cincuenta y cinco mil individuos en 1985 y solo quedan noventa y siete m en 2015, lo que representa una disminución de casi el 40 % en tteinta años.